# Władysław Jarocki
Władysław Jarocki (ur. 6 czerwca 1879 w Podhajczykach, pow. zborowski, zm. 7 lutego 1965 w Krakowie) – polski malarz zajmujący się głównie tematyką huculską, podhalańską i tatrzańską. Prezes Towarzystwa Przyjaciół Sztuk Pięknych w Krakowie.

## Życiorys
Syn Włodzimierza i Franciszki z Rogowskich. Absolwent C. K. V Gimnazjum we Lwowie. Studiował na Politechnice Lwowskiej, później w latach 1902–1906 w krakowskiej Akademii Sztuk Pięknych oraz w Paryżu. Był uczniem Józefa Mehoffera i Leona Wyczółkowskiego. W latach 1921–1939 był profesorem w ASP w Krakowie.
Malował pejzaże, obrzędy ludowe i religijne, postaci w strojach regionalnych. Malował również podczas licznych podróży (Huculszczyzna od 1904 r., Kaukaz 1907, Podhale i Tatry od 1907 r., wybrzeże Bałtyku od 1922 r., Włochy itd.). Jarocki tworzył również karykatury. Zaprojektował sarkofag Jana Kasprowicza, jego obrazy znajdują się też w kościele na Harendzie. W 1928 r. do Olimpijskiego Konkursu Sztuki i Literatury na igrzyskach w Amsterdamie zgłoszono dwie jego prace – Portret własny na nartach i Portret Jerzego Żuławskiego w górach, żadnej jednak nie przyznano wyróżnienia.
Mieszkał na stałe w Krakowie, lecz do końca życia był związany z Tatrami. W 1920 r. poślubił starszą córkę Jana Kasprowicza Annę, czego skutkiem były częste wizyty w willi „Harenda” – domu Kasprowicza w Zakopanem. Duża część willi była własnością Jarockich, dlatego większość jego obrazów tam się znajduje. W willi „Harenda” czynna jest dziś galeria malarstwa Władysława Jarockiego.
Zmarł w Krakowie. Został pochowany na cmentarzu Rakowickim (kwatera RB).

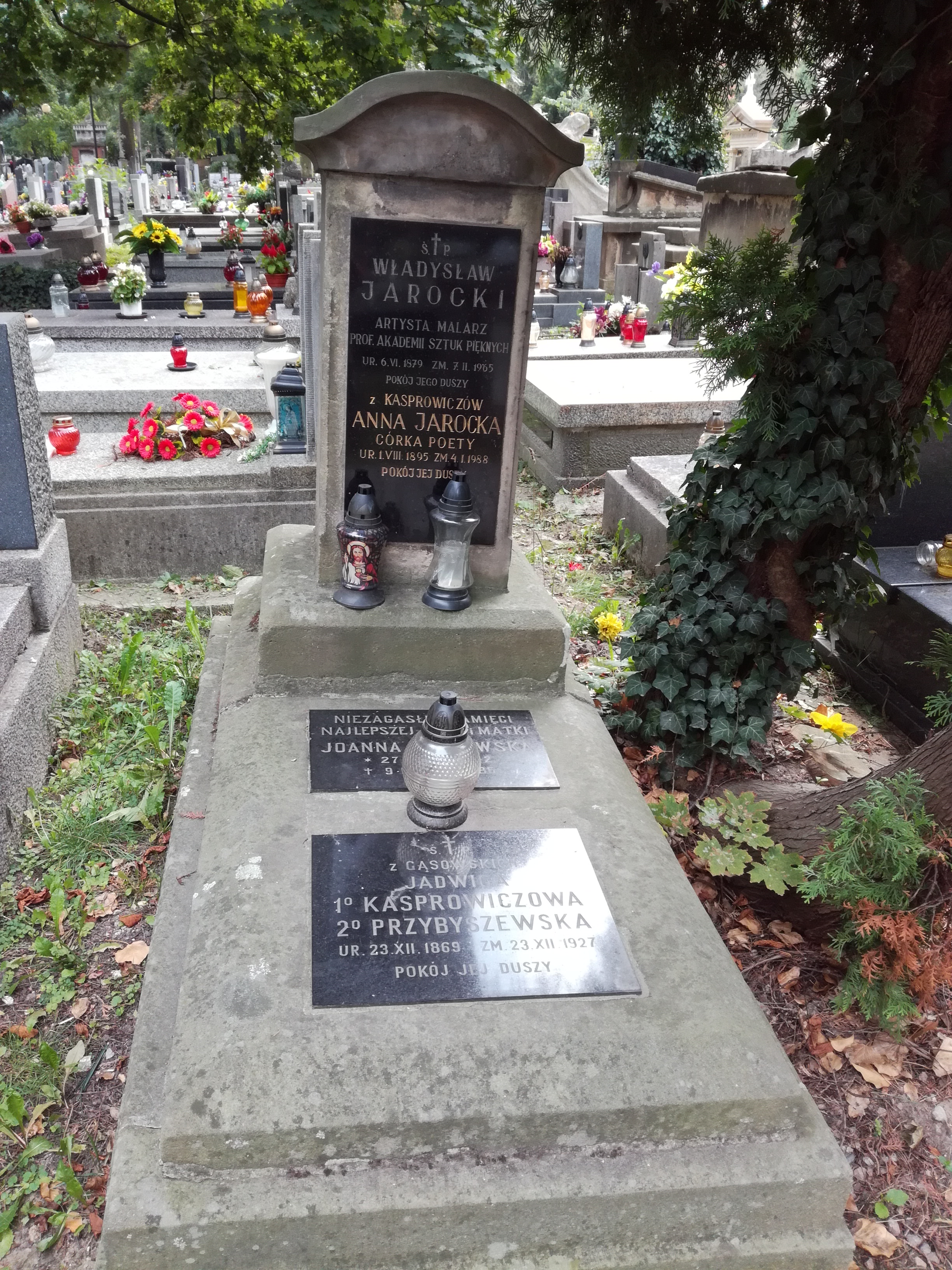
Grób Władysława Jarockiego na cmentarzu Rakowickim

## Ordery i odznaczenia
- Krzyż Oficerski Orderu Odrodzenia Polski (3 maja 1928)[6][7][8]
- Złoty Wawrzyn Akademicki (5 listopada 1938)[9]
- Komandor Orderu Krzyża Orła (Estonia)[8]
- Komandor Orderu Danebroga (Dania)[8]
- Komandor Orderu Zasługi (Węgry)[8]
- Komandor Orderu Korony (Belgia)[8]